# Mahe, Puducherry
Mahe là một thành phố và khu đô thị của quận Mahe thuộc bang Puducherry, Ấn Độ.

## Nhân khẩu
Theo điều tra dân số năm 2001 của Ấn Độ, Mahe có dân số 36.823 người. Phái nam chiếm 47% tổng số dân và phái nữ chiếm 53%. Mahe có tỷ lệ 85% biết đọc biết viết, cao hơn tỷ lệ trung bình toàn quốc là 59,5%: tỷ lệ cho phái nam là 86%, và tỷ lệ cho phái nữ là 85%. Tại Mahe, 11% dân số nhỏ hơn 6 tuổi.